# CAcert
CAcert jest urzędem certyfikacji, który oferuje certyfikaty X.509 dla użytkowników i serwerów oraz zaufane podpisy PGP za darmo. 
W celu sprawdzenia tożsamości, zamiast kosztownego procesu używanego przez inne urzędy certyfikacji, wykorzystuje sieć zaufania.
Użytkownik CAcert może otrzymać zaufany certyfikat, jeśli jego tożsamość zostanie bezpośrednio zweryfikowana przez odpowiednią liczbę uprawnionych do tego innych użytkowników. 